# Kalehe (Territorium)
Kalehe ist ein Territorium im Nordosten der Provinz Süd-Kivu in der Demokratischen Republik Kongo.

## Geographie
Sein Verwaltungssitz ist die gleichnamige Stadt Kalehe, die am Westufer des Kivusees liegt. Zu Kalehe gehört der größte Teil des kongolesischen Ufers des Kivusees, außerdem ein Teil des Nationalpark Kahuzi-Biéga. Das gebirgige Territorium liegt auf Höhen zwischen 1300 und 2000 m und umfasst eine Fläche von 5057 km². 2007 hatte er eine Bevölkerung von 462.465 Einwohnern. Für 2021 wurde die Einwohnerzahl auf 933.181 geschätzt. Er grenzt im Norden an die Provinz Nord-Kivu (Territorien Walikale und Masisi), im Westen an das Territorium Shabunda, im Süden an das Territorium Kabare, im Osten an das Territorium Idjiwi (eine Insel in der Mitte des Kivusees) der Provinz Süd-Kivu und an Ruanda (die Grenze verläuft durch den Kivusee).
Die Temperaturen variieren aufgrund der Äquatornähe über das Jahr hinweg nur wenig und liegen zwischen 18 und 22 °C. Der jährliche Gesamtniederschlag beträgt 1300 bis 1680 mm.
Im Territorium gibt es Vorkommen von Gold, Kassiterit, Coltan und Turmalin.
Die zwölf wichtigsten Flüsse im Territorium sind der Luhoho, Tchiganda, Mwabo, Nyamunene, Nyawaronga, Ndindi, Nyamasasa, Lwama, Eke, Kahoho, Luhaha und Lua.

## Naturkatastrophen

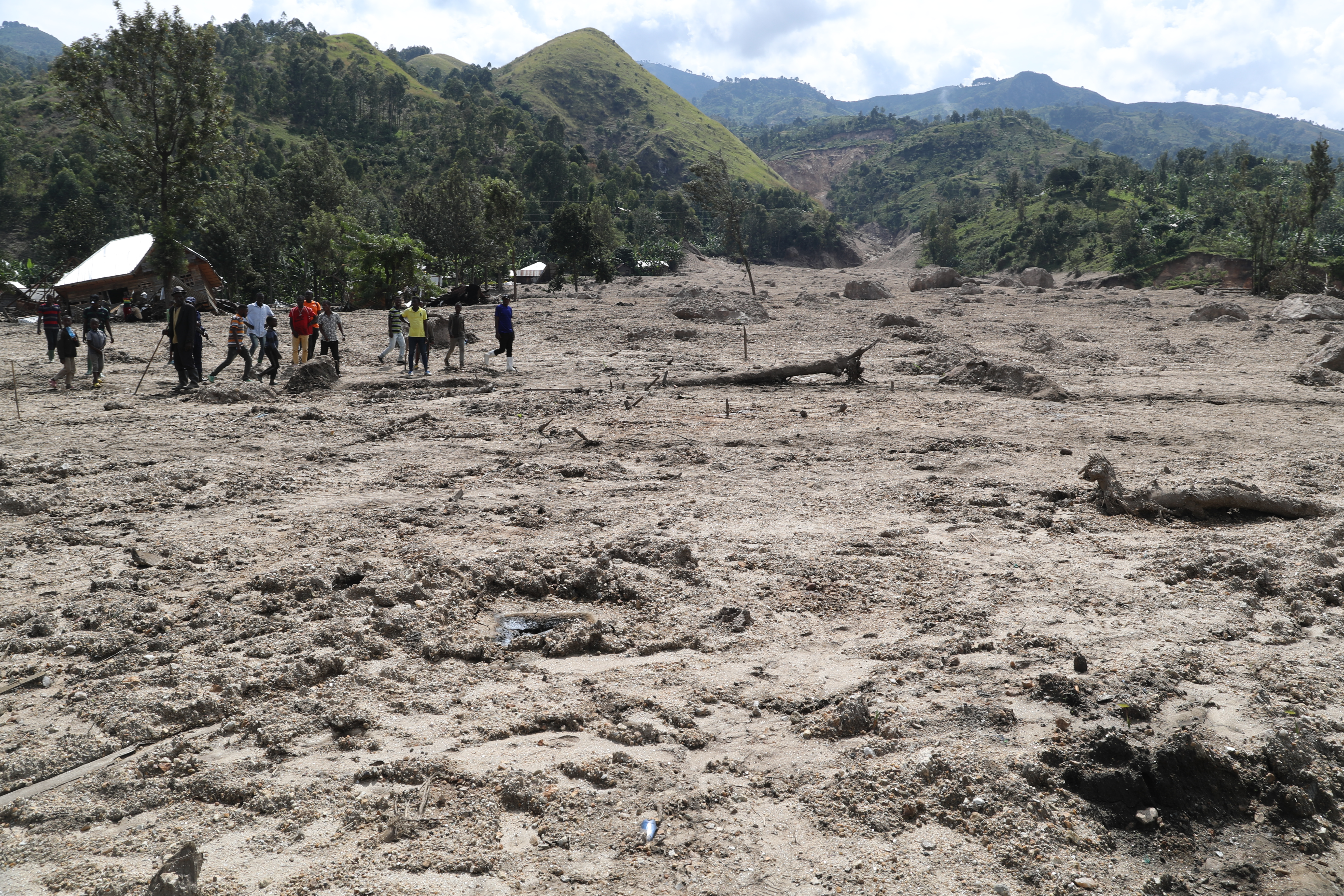
Auswirkungen der Überschwemmungen im Mai 2023

Das Territorium Kalehe war schwer von einem Erdbeben am 24. Oktober 2002 mit einer Magnitude von 6,2 auf der Momenten-Magnituden-Skala betroffen. Dabei starben acht Menschen, Häuser und eine Kirche wurden zerstört. Ein Teil eines Dorfes stürzte in den Kivusee, was kleinere Flutwellen (Tsunamis) auslöste.
Bei Überschwemmungen im Mai 2023 wurden die Dörfer Bushushu und Nyamukubi größtenteils zerstört. Auch die Dörfer Luzira und Chabondo waren betroffen.